# Black Queen
De Black Queen is een blauwe  druivensoort uit Japan, verkregen door de Japanner Zenbei Kawakami uit een hybride.

## Geschiedenis
De Japanner Kawakami (1868-1944) stelde zichzelf tot doel om een druivensoort te ontwikkelen die geschikt zou zijn voor het Japanse klimaat. In zijn wijninstituut Iwanohara in de prefectuur Niigata kruiste hij met succes de soorten Bailey en Golden Queen met elkaar, waardoor de Black Queen ontstond.

## Kenmerken
Dit ras behoort tot de sterke groeiers, dus is het van belang om gedurende het groeiseizoen te blijven snoeien. De wijnstokken komen pas laat tot bloei, omdat het in Japan nog tot ver in maart kan vriezen. Hierdoor rijpen de druiven ook zeer laat in het Japanse seizoen. De trossen zijn groot met druiven van gemiddelde grootte. Wanneer de druiven rijp zijn, is de kans op botrytis aanwezig.

## Gebieden
Bijna 500 hectare Japanse wijngaarden zijn beplant met dit ras, terwijl het in kleinere hoeveelheden ook voorkomt in Taiwan, Cambodja en Vietnam.

## Synoniemen[1]
- Pok Dum
- Pokdum